# 雨傘後
《雨傘後》，面世於1993年，是香港歌手呂珊專輯《今天再生》裡的歌曲，由黃家駒作曲、郭小霖編曲、陳少琪填詞。在2014年的雨傘運動後，多次被影視節目使用。

## 簡介
黃家駒在1993年離世，《雨傘後》屬於其遺作之一。後來音樂人韋啟良形容此曲「不太有黃家駒的感覺，但屬於滄海遺珠」。歌詞描繪重遇舊愛後的心情，並非《今天再生》的派台歌，推出時反響甚微。1994年1月，與呂珊同屬BMG的鄭伊健發行專輯《On Stage》，收錄了同曲異詞的《厭倦》，並由劉卓輝填詞、鍾世英編曲。
2014年後，香港不少雨傘運動的相關文章、講座及藝術作品，都以「雨傘後」為命題反思該運動 ，於是此曲就被發掘出來。除了2015年的同名音樂微電影外，2018年香港獨立電影《對倒》曾引之為主題音樂，由音樂人馮之行和FFD重新編曲，襯托運動下家庭、社會撕裂的無奈 ；2019年時事資訊節目《議事論事》之「雨傘後……判決」訪問佔中案被告之一的立法會議員邵家臻時，亦播放了部分歌曲片段。

## 收錄來源

### 呂珊專輯
| 年份 # | 專輯名稱                |
| 1993年 | 今天再生                |
| 1997年 | 呂珊精彩18首 新曲加精選 |
| 2007年 | 閃耀 新曲加精選 Disc 2  |
| ------ | ----------------------- |

## 同名音樂微電影
該節目來自香港電台電視部製作的《傘開以後》系列，旨在說出香港人經歷雨傘運動一年後的感受和反思。
根據《都市日報》報道其中一集香港電台電視部編導特意找來非「黃絲」、「藍絲」的香港音樂人韋啟良 (文中「韋指自己並非在運動站在前線「抗命」的音樂人」) 把《雨傘後》重新編曲，由女主角戴萃瑤唱出。韋啟良接受訪問時表示，歌曲雖然是「90年代的作品，歌詞簡單但含意強，道出了港人在「雨傘運動」的現況......」。

## 外部連結
- (《雨傘後》戴萃瑤 版本 （页面存档备份，存于）
- 香港電台 傘開以後(半小時版)   （页面存档备份，存于）